# 衛君角
衛君 角（えいくん かく、生没年不詳）は、衛の第45代君主。角は諱である。元君の子で、秦によって廃位されたため、衛の最後の君主となった。

## 生涯
元君の子として生まれる。
元君25年（前230年）、元君が薨去したため、子の角が立って衛君（以降は君角と表記）となった。
君角9年（前221年）、秦が天下を統一し、秦王政は始皇帝となった。
君角21年（前209年）、秦の二世皇帝は君角を廃して庶人とした。ここに衛は祭祀を絶ち、滅亡することとなった。

## 参考資料
- 司馬遷『史記』（衛康叔世家第七）